# Pasul Tabla Buții
Pasul Tabla Buții (numit și Pasul Tătarilor) este o trecătoare din România, situată în Munții Tătaru din Carpații Orientali la 1340 m altitudine, care leagă valea Teleajenului de cea a Buzăului.
În zilele noastre prin pasul Tabla Buții trec doar drumuri forestiere și poteci turistice, dar atât în Antichitate cât și în Evul Mediu, pe aici trecea o importantă cale comercială care unea centrul Munteniei cu cel al Transilvaniei, motiv pentru care în perioada medievală s-a construit în acest loc și o cetate. Ultimele evenimente importante ce au avut loc aici au fost luptele purtate în 1916 în timpul Primului Război Mondial. Victimele acelor lupte – aparținând ambelor părți beligerante, sunt înmormântate într-un cimitir militar situat în acest loc și clasificat ca monument istoric.

## Date geografice
Pasul, care unește  comunele Vama Buzăului și Cerașu din Țara Bârsei respectiv Muntenia, este situat între Plaiul Boncuței – situat la vest și muntele Tătaru Mare (1476 m) la est., pe cumpăna apelor dintre Buzău și Teleajen.
Relieful – mai puțin accidentat (un plai cu forme domoale, acoperit de fânețe și pășuni) face ca parcursul să fie ușor accesibil.
Cele mai apropiate stații de cale ferată sunt la Întorsura Buzăului  și Măneciu pe liniile ferate secundare 403 respectiv 304.
În apropiere se găsesc pasurile Buzău –  spre nord-est, Predeluș – spre nord, Boncuța și Bratocea – spre vest.

## Repere

### Drumul comercial și strategic
Un drum ce lega Peninsula Balcanică de spațiul intracarpatic, pornea de la Dunăre și înainta spre nord pe valea Argeșului până în centrul Munteniei, ca mai apoi să urce pe valea Teleajenului până la Slon. De aici pentru a ajunge în interiorul arcului Carpatic traversa Carpații de Curbură prin Pasul Tabla Buții, iar mai departe continua fie pe valea Mureșului fie pe cea a Someșului. 
Această cale de circulație a fost folosită mai întâi de triburile dacice aflate în relație cu presiunea crescândă a Imperiului Roman, drept care acestea au ridicat cetăți defensive în vârful Cetățuia, la Gura Vitioarei și în alte locuri de pe valea Teleajenului. Ulterior calea a fost utilizată de către legiunile romane în timpul Războaielor Daco-Romane și a fost păzit spre sud de castrele de la Drajna, Mălăiești și Târgșoru Vechi. Spre nord trecătoarea a fost vegheată de castrele de la Cumidava, Boroșneu, Angustia. Tot romanii au construit un drum pavat cu lespezi de piatră care, urcând de la Măneciu pe valea Teleajenului și pe cea a Dracului, ieșea dincolo de munți tot prin Pasul Tabla Buții.
În Evul Mediu drumul care trecea pe la Tabla Buții a servit atât ca drum comercial (inclusiv ca „drum al sării”) cât și strategic, fiind și o cale de pătrundere în Transilvania utilizată de către pecenegi, cumani și tătari. Aici a fost un punct vamal dintre Țara Românească și Principatul Transilvaniei, străjuit de o cetate atestată în documentele medievale încă din secolele al XIII-lea – al XIV-lea.
În 1542 a fost atestată trecerea pe aici a lui Petru Rareș, iar în octombrie 1599 a lui Mihai Viteazul. Adesea tătarii, armatele turcești, cele transilvane sau cele ale Țării Românești au traversat trecătoarea, care a fost de două ori chiar teatrul unor operațiuni militare (1655 și 1688). După 1700 vama transilvană a fost mutată la Vama Buzăului, la Tabla Buții rămânând doar un pichet de grăniceri.
Până în secolul al XIX-lea Pasul Tabla Buții a fost după unele opinii unica sau – cel puțin principala trecătoare practicabilă din punct de vedere comercial, care a legat partea de est a Munteniei de Transilvania. După anul 1784, în contextul deschiderii (în momente diferite) a unor noi puncte vamale în apropiere (actualele drumuri ce traversează Carpații prin văile Buzăului sau Prahovei precum și prin pasul Bratocea), trecătoarea și-a  pierdut din importanța militară și economică.
Un proiect promovat cu bani europeni și susținut de primăria din Întorsura Buzăului, se constituie într-o tentativă de a introduce zona pasului în circuitul turistic românesc actual.

### Cetatea
Aceasta se află la altitudinea de 1360 m și se găsește la aproximativ 200 m nord de vârful Crucea Mandii și la circa 200 m nord-est de Monumentul Eroilor din Primul Război Mondial, la aproximativ 2 km sud de vechea graniță a Țării Românești cu Transilvania și la aproximativ jumătatea drumului ce leagă satul Slon, comuna Cerașu, Prahova de satul Vama Buzăului, comuna Vama Buzăului, Brașov.
De forma unui patrulater neregulat, a avut la colțuri patru turnuri rectangulare, acum fiind ruinată.
Încă mai există controverse privind datarea exactă a construcției. Unele dintre opinii leagă ridicarea cetății de pretențiile Regatului Maghiar (din secolul XIV) privind unu culoar prin Țara Românească între Brașov și Brăila, construcția jalonând – de fapt, capătul acestui drum. În documentele Țării Românești a fost cunoscută sub numele de „Cetatea Buzăului” sau „Tabla Buții”. Acest nume provine de la „tablele” ștanțate, aplicate în trecut pe butoaiele cu marfă cand se făcea vama.
Alte opinii – mai vechi, susțin apariția cetății în documentele transilvănene și cele ale Regatului Maghiar sub numele de „Cruceberg”, ca fiind ridicată de cavalerii Teutoni „de novo”. Năvălirile cumane anterioare ar fi produs stricăciuni construcției, care a fost reconstruită la ordinul regelui maghiar între 1211–1225 de către aceeași Cavalerii teutoni – ulterior alungați. Mai târziu năvălirile tătarilor din secolele al XIII-lea — al XVI-lea spre Transilvania prin Pasul Buzău au produs alte stricăciuni, astfel că o refacere de mare amploare a avut loc în deceniul trei al secolului al XVII-lea, probabil pe fondul creșterii pericolului otoman (armatele Imperiului Otoman au folosit pasul pentru incursiunile lor în teritoriile habsburgice). A încetat să funcționeze din punct de vedere militar pe parcursul ultimului sfert al secolului al XVII-lea, deși a mai fost și ulterior parțial locuită.

### Cimitirul militar
Intrarea României în Primul Război Mondial, face ca trecătoarea să redevină teatru de operațiuni militare începând cu 15 august 1916. Efectivele Corpului III Armată alături de efective din Divizia a 5-a și Regimentul 8 Infanterie (3 batalioane) – cu un total 3.000 de oameni, au format Grupul Tabla Buții care a intrat în ofensivă spre Țara Bârsei și Brașov.
În timpul contraofensivei Puterilor Centrale Tabla Buții a avut o importanță strategică mai mică decât Predealul, germanii alegând să dea în acest loc o lovitură secundară, menită să fixeze pe teren trupele românești. În luna noiembrie 1916 au continuat duelurile de artilerie și angajamente minore de patrule și avanposturi, într-un context în care ofensiva Corpului 39 german a fost oprită. Soldații români s-au menținut – în mare, pe aliniamentele inițiale de la Tabla Buții până la retragerea generală a armatei române spre est de după 21 noiembrie/4 decembrie 1916, ca o consecință a Bătăliei de pe Neajlov-Argeș.
În apropiere un cimitir militar unde sunt înmormântați atât soldați români cât și străini amintește de luptele purtate aici în august–octombrie 1916 (al căror apogeu a fost între 15–28 octombrie și au opus Divizia a 6-a a Armatei a II-a române, Diviziei germane 89). Cimitirul se află la marginea pădurii în partea de jos a colinei Tabla Buții imediat sub cota 1380, unde s-au desfășurat ultimele lupte de dinaintea retragerii. Meritul principal al ridicării acestui memorial i-a revenit preotului Ion Vasilescu din Slon, care umblând cu căruța pe munte, a adunat morții și i-a îngropat creștinește cu slujbă religioasă, indiferent de tabăra căreia i-au aparținut. Ulterior cu începere din anul 1919 s-a început amenajarea cimitirului, iar din 1922 s-au organizat aici pelerinaje anuale în ziua de 6 august, când este sărbătorită de creștinii localnici Schimbarea la față, care a devenit astfel un prilej de ceremonial militar, religios și civil în amintirea acelor evenimente.